# Camponotus fumidus
Camponotus fumidus é uma espécie de inseto do gênero Camponotus, pertencente à família Formicidae.